# كيتو جيدواني
كيتو جيدواني هي عارضة وممثلة هندية، ولدت في 22 أكتوبر 1957 بمومباي في الهند.

## أعمال

### أفلام
- (1998) الأرض
- (2008) موضة

## وصلات خارجية
- كيتو جيدواني على موقع IMDb (الإنجليزية)
- كيتو جيدواني على موقع ألو سيني (الفرنسية)
- كيتو جيدواني على موقع أول موفي (الإنجليزية)
- كيتو جيدواني على موقع قاعدة بيانات الأفلام السويدية (السويدية)
- كيتو جيدواني على موقع قاعدة بيانات الفيلم (الإنجليزية)
- كيتو جيدواني على موقع كينوبويسك (الروسية)